# Brouwerij Hayen

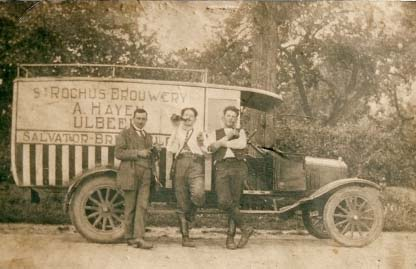
Bierwagen in de jaren '20 - Fotocollectie Jo Billen-Wellen

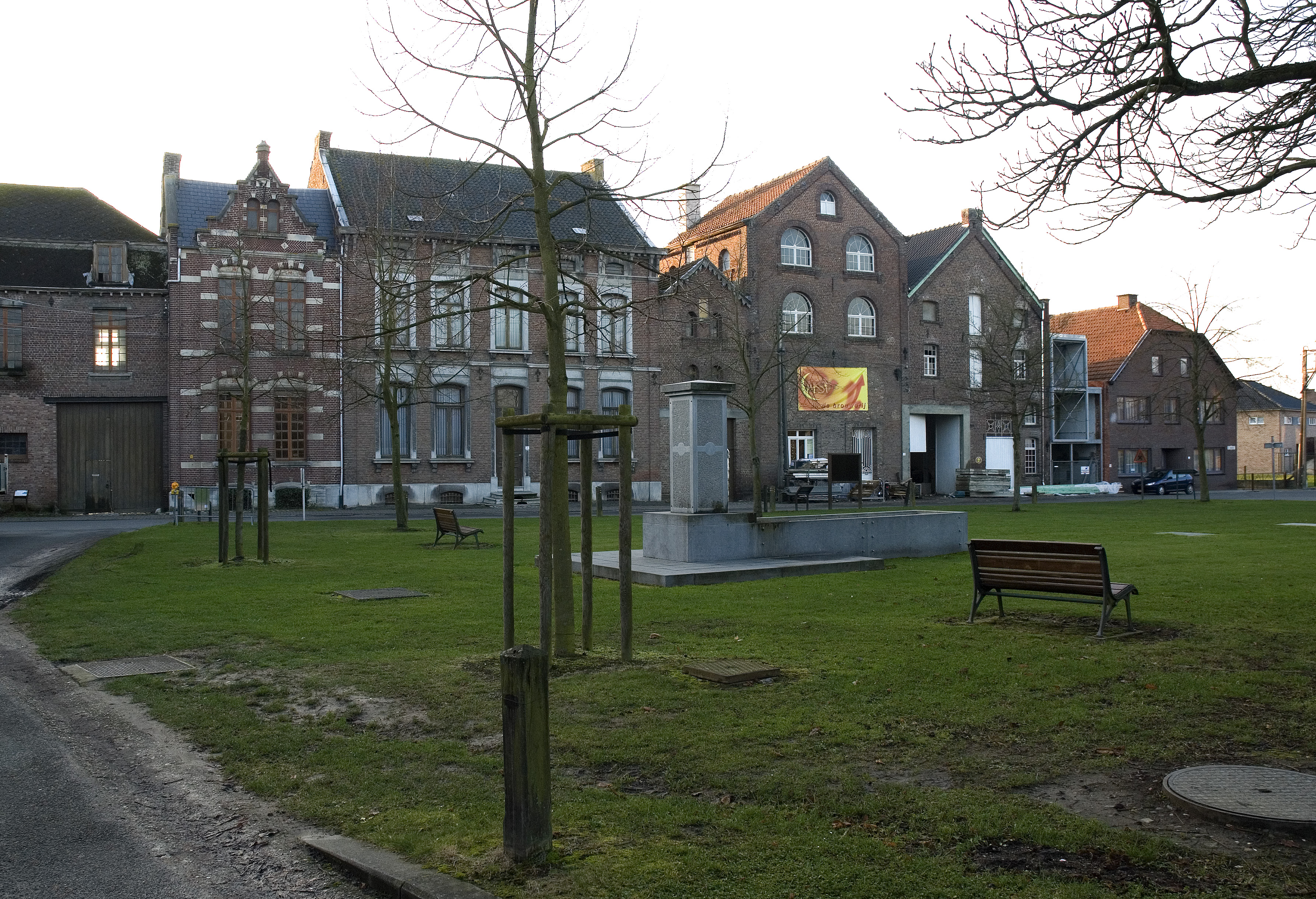
De voormalige brouwerij

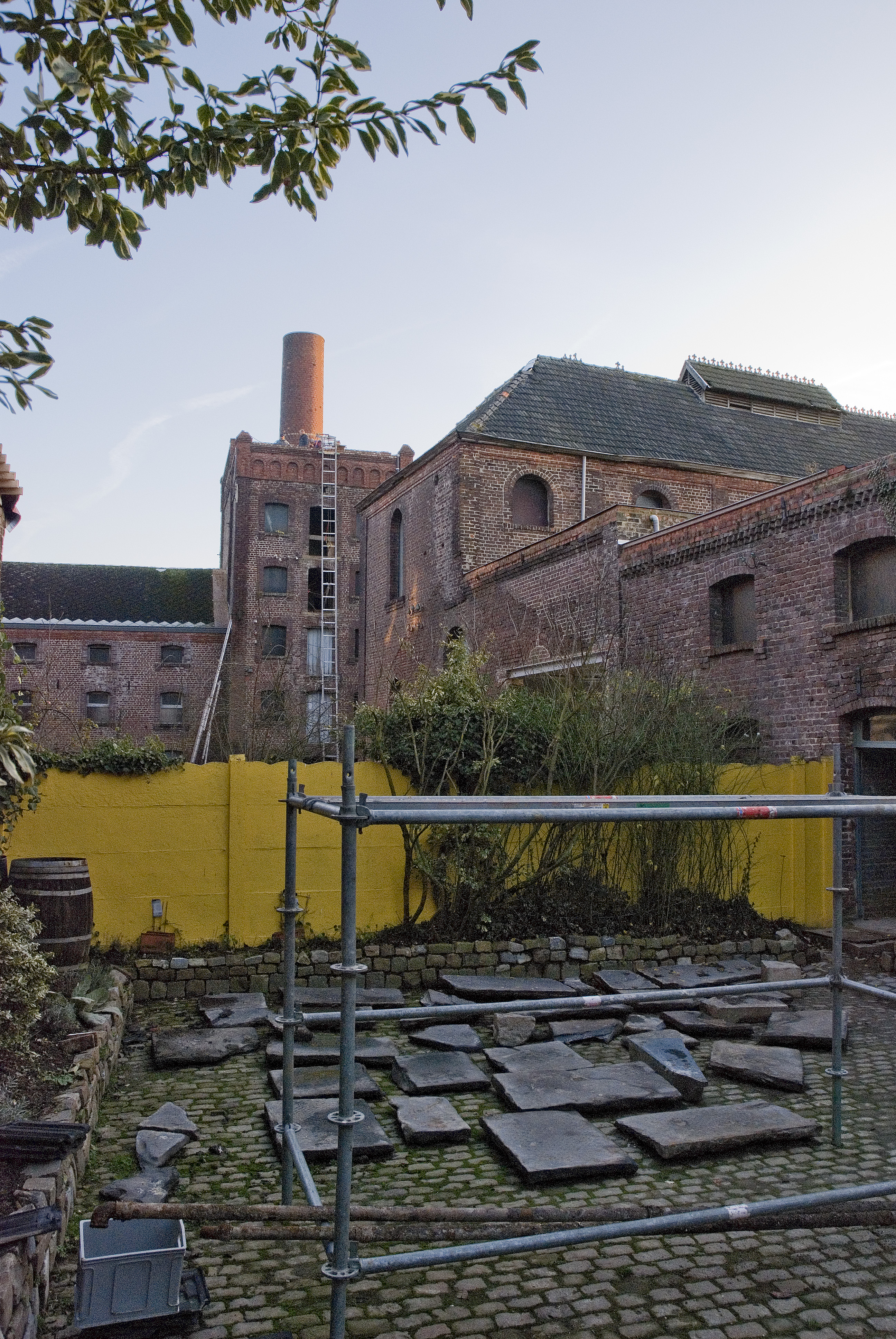
Haar mouttoren

Brouwerij Hayen of de Brouwerij Sint-Rochus was een bierbrouwerij met een jeneverstokerij gelegen in het Belgische dorp Ulbeek, in de provincie Limburg.

## Arthur Hayen en de brouwerij
Tilman Hayen bezat halverwege de 18e eeuw een kleine brouwerij op het dorpsplein van Ulbeek. Aan de overzijde brouwde de familie Derie. Toen was het een nevenberoep voor deze landbouwers, waar tijd voor was tijdens de winter. Het bier werd lokaal verbruikt; van verkoop buiten het dorp was nog geen sprake.
Antoon  Hayen en Maria Catharina Esselen baatten de boerderij/brouwerij uit rond 1790. Hun zoon Tilman nam de zaak over samen met echtgenote Anna Maria Hendrix. 
Nog later namen de 2 kinderen van Tilman, Maria Theresia en Antoon de brouwstiel over. Bij het overlijden in 1887 van Antonius (Antoon) Hayen, kwam de brouwerij en de boerderij in het bezit van Arthur Hayen, een neef van Antoon en Maria Theresia. 
Arthur startte in 1891 de verbouwing van de brouwerij tot een voor die tijd groot en modern complex die hij Brasserie Saint-Roch (brouwerij Sint-Rochus) noemde, naar de patroonheilige van de parochie. Hij bouwde ook de eigenaarswoning in neoclassicistische stijl.
De nieuwe brouwerij kwam in 1892 in dienst. Men brouwde twee bieren: de Bock en de Brune. Toenemend succes was ook te danken aan de Duitse brouwmeester Jan Dickmann. In 1908 breidden de Salvator, de Blonde en de Bavière het assortiment uit. De Salvator en de Bavière droegen duidelijk de stempel van Dickmann.
In 1895 werd er nog een jeneverstokerij bijgebouwd. Het kwam er allemaal ter vervanging van een hoeve die nog deels in vakwerk was opgetrokken. 
In 1908 bouwde Arthur Hayen een mouterij om de eigen gerst te vermouten. Hij moutte ook voor brouwerij Fouarge uit Borgloon en brouwerij Foucart uit Sint-Truiden.
Het bier werd verkocht in eiken vaten en in flessen van 25, 33, 50 en 75 cl.
Ooit werkten er in het hele bedrijf 40 personen en één bediende en was het een volledig uitgebouwde brouwerij met woonhuis, brouwzaal, stokerij, bottelarij, gist- en lagerhuis, mouterij, stallingen en koetshuis.
De concurrentie met de lage gistingsbieren zoals pils was een harde dobber voor brouwerij Hayen. Pierre, een zoon van Arthur Hayen nam de zaak over van zijn vader in 1934 en wilde moderniseren maar hij kreeg geen kapitaal van zijn vader. Pierre maakte nog limonade maar hij kon het niet langer rekken dan tot 1939.
De stokerij werd reeds in 1919 stilgelegd als gevolg van de wet Vandervelde.

## Na de sluiting
Na de Tweede Wereldoorlog ondernam men een poging om activiteiten in de gebouwen opnieuw op te starten. Men distilleerde alcohol uit fruit. De hoge accijnzen deden die poging mislukken. Het ombouwen van de droogast tot drooginstallatie voor fruit mislukte ook. De gebouwen werden aan verschillende eigenaars verkocht. Er kwamen onder meer koelcellen voor een fruitteler. Een van de schuren van de boerderij werd tot dancing omgebouwd die tot 1976 bestond. Ook een cosmeticabedrijf vestigde zich in de voormalige brouwerijgebouwen. De tuin met beekjes, vijvers en een prachtig paviljoen verwilderde en verdween.
Het woongedeelte met bijgebouwen werden aangekocht door verschillende privé-personen. In het gerestaureerde bottelarijgebouw is een sociale werkplaats met eetgelegenheid en streekwinkel ondergebracht.

## Beschermd
De gebouwen zijn beschermd zoals trouwens het hele dorpsplein in Ulbeek, dat model stond voor de uitbouw van een typische Haspengouwse dorpsdries in Provinciaal Domein Bokrijk.